# آي كينغ
آي كينغ (1910 - 1996م)، هو شاعر وكاتب صيني. ويعد آي كينج من أبرز شعراء الصين المعاصرين، إذ تُرجمت قصائده إلى لغات عالمية مختلفة، وعُرف بتأثره بشعراء الواقعية الفرنسية، والشاعر الأمريكي ويتمان. وقد كتب كينغ أروع قصائده خلال المدة التي أمضاها معتقلاً (16 عاماً) لمعارضته السلطة الشيوعية.
ولد يوم 27 مارس 1910م في قرية فانتيانجيان بمقاطعة تشيجيانغ شرق الصين. وفي عام 1929 غادر شنغهاي إلى باريس حيث عمل رساماً متمرناً في مرسم خاص، وآنذاك ابتدأ يكتب الشعر. لدى عودته ثانية إلى الصين في عام 1932م انضم آي كَينغ إلى تجمع الفنانين اليساريين في شنغهاي، واعتقل في شهر تموز من نفس العام. وفي السجن كتب قصيدته «ديانهي ـ مرضعتي» التي نشرت عام 1933 تحت اسمه الأدبي آي كَينغ. ومنذ دخوله السجن تخلى آي كَينغ عن الرسم من أجل الشعر.
وتوفي يوم 5 مايو 1996م في مدينة بكين عن عمر ناهز 86 عاماً.

## وصلات خارجية
- آي كينغ على موقع الموسوعة البريطانية (الإنجليزية)
- آي كينغ على موقع مونزينجر (الألمانية)